# Arroyo Grande (Chiapas)
Arroyo Grande es una localidad del estado mexicano de Chiapas. Es parte del municipio de Pueblo Nuevo Solistahuacán.

## Demografía
| Gráfica de evolución demográfica |
|                                  |

| Censo | Población |
| ----- | --------- |
| 1921  | 174       |
| 1930  | 112       |
| 1940  | 248       |
| 1950  | 304       |
| 1960  | 353       |
| 1970  | 361       |
| 1980  | 377       |
| 1990  | 642       |
| 2000  | 896       |
| 2010  | 1 172     |
| 2020  | 1 294     |